# Monroeville (Indiana)
Monroeville – miasto w Stanach Zjednoczonych, w stanie Indiana, w hrabstwie Allen.